# Списак јединица ЈВуО
Југословенска војска у отаџбини је од 1941. до 1946. године претрпела различите моделе организовања.

## Врховна команда
По доласку на Равну гору 11. маја 1941. године, генералштабни пуковник Драгољуб Михаиловић је формирао Команду четничких одреда Југословенске војске. Крајем године је успео да ступи у везу са југословенском краљевском владом у емиграцији, па је краљевим указом 7. децембра унапређен у чин бригадног генерала.
Са формирањем прве владе Слободана Јовановића у јануару 1942. године, генерал Михаиловић је именован за министра војске, морнарице и ваздухопловства и унапређен у дивизијског генерала. Дана 10. јуна 1942. године, генерал Михаиловић је именован за начелника штаба Врховне команде Југословенске војске, која је тиме пренета у окупирану земљу. Седам дана касније је унапређен у чин армијског генерала.
Генерал Михаиловић је обављао дужност министра војске, морнарице и ваздухопловства до 1. јуна 1944. године и формирања Владе Ивана Шубашића. Дужности начелника штаба Врховне команде је разрешен 29. августа 1944. године и стављен на располагање. Краљ Петар II Карађорђевић је у говору од 12. септембра преко радија Лондон (Би-Би-Си на српскохрватском) рекао: „позивам све Србе, Хрвате и Словенце да се уједините и приступите Народноослободилачкој војсци под маршалом Титом.“

### Истакнути делови штаба Врховне команде
| Истакнути део штаба Врховне команде             | Датум формирања | Командант                            | Остали чланови штаба                                                 |
| ----------------------------------------------- | --------------- | ------------------------------------ | -------------------------------------------------------------------- |
| Истакнути део штаба Врховне команде у Босни     | 1944.           | војвода потпуковник Захарије Остојић |                                                                      |
| Истакнути део штаба Врховне команде у Словенији | пролеће 1945.   | бригадни генерал Миодраг Дамјановић  | пуковник Љубомир Јовановић Патак потпуковник Синиша Оцокољић Пазарац |

## Покрајинске команде
| Покрајинска команда                       | Датум формирања   | Командант                                                                            | Начелник штаба                                                         | Остали чланови штаба Команде |
| ----------------------------------------- | ----------------- | ------------------------------------------------------------------------------------ | ---------------------------------------------------------------------- | --- |
| Команда Београда                          |                   | генералштабни мајор Жарко Тодоровић Валтер мајор Александар Михајловић Вили          |                                                                        | |
| Команда Вардарске војне области           |                   | потпуковник Стојан Марковић                                                          |                                                                        | наредник Миливоје Трбић (заменик команданта) поручник Јован Гаицки Божидар Љешевић (председник Преког Војног суда)                                                               |
| Команда Војводине                         |                   | мајор Драгиша Ђ. Ракић                                                               |                                                                        | |
| Команда за Горњу Лику и Хрватско приморје | почетак 1944.     | војвода Доброслав Јевђевић                                                           |                                                                        | |
| Команда Западне Босне                     |                   | мајор Славољуб Врањешевић                                                            | капетан Сергије Живановић                                              | капетан Боривоје Митрановић (делегат Врховне команде за Западну Босну) капетан Манојло Пејић (члан штаба)                                                                        |
| Команда Источне Босне и Херцеговине       |                   | мајор Бошко Тодоровић војвода мајор Петар Баћовић                                    | мајор Данило Салатић                                                   | капетан Миливоје Риста Ковачевић (обавештајни официр) |
| Команда Јужне Србије                      |                   | потпуковник Радослав Ђурић (до маја 1944) мајор Ранко Стошић пуковник Живојин Ристић |                                                                        | Владо Јовановић (ађутант) |
| Команда северних покрајина                |                   | генералштабни мајор Жарко Тодоровић Валтер                                           |                                                                        | |
| Команда Словеније и Истре                 |                   | генералштабни мајор Карл Новак генералштабни пуковник Иван Презељ                    |                                                                        | |
| Команда Србије                            |                   | дивизијски генерал Мирослав Трифуновић                                               | мајор Димитрије Антоновић (јануар-мај 1944) потпуковник Живорад Андрић | поручник Слободан Левићанин (командант Пратећег батаљона) поручник Добривоје Богдановић (официр за везу) капетан Бранко Боричић                                                  |
| Команда Славоније                         |                   | пуковник Александар Николић                                                          |                                                                        | |
| Команда Срема                             |                   | потпуковник Драгомир Радовановић                                                     |                                                                        | |
| Команда Старог Раса                       |                   | мајор Војислав Лукачевић                                                             | мајор Благоје Кнежевић                                                 | капетан Радоман Раилић (заменик команданта) капетан Вук Калаитовић (заменик команданта) мајор Здравко Касаловић (помоћник команданта) поручник Богољуб Ирић (обавештајни официр) |
| Команда Црне Горе                         |                   | војвода потпуковник Павле Ђуришић                                                    | мајор Рудолф Перхинек                                                  | |
| Команда Црне Горе и Старог Раса           | 5. децембар 1943. | потпуковник Ђорђе Лашић (до маја 1944) војвода потпуковник Павле Ђуришић             | мајор Сава Вукадиновић                                                 | |

## Корпуси
- Обавештајна служба
- Тимочки корпус - 1. неготинска бригада - 2. неготинска бригада - 1. зајечарска бригада - 2. зајечарска бригада - Бољевачка бригада - 2. бољевачка бригада - Млавска бригада - 1. борска бригада - 2. борска бригада
- Крајински корпус - Горски штаб 67 - Поречка бригада - Кључка бригада - Брзопаланачка бригада - Голубачка бригада - Звишка бригада
- Млавски корпус - Горски штаб 69 - Млавска бригада - Хомољска бригада - Хомољска јуришна бригада - Моравска бригада - Рамска бригада
- Књажевачки корпус - Горски штаб 190 - 1. књажевачка бригада - 2. књажевачка бригада - Тимочка бригада - Сврљишка бригада
- Смедеревски корпус - Горски штаб 74 - Јасеничка група бригада - 1. јасеничка бригада - 2. јасеничка бригада - 3. јасеничка бригада - Великоорашка група бригада - 4. великоорашка бригада - 5. смедеревска бригада - 6. моравска бригада - Подунавска група бригада - 7. подунавска бригада - 8. подунавска бригада
- Авалски корпус - Горски штаб 76 - Посавска бригада - Врачарска бригада - Грочанска бригада
- Руднички корпус - Горски штаб 80 - Качерска бригада - Колубарска бригада
- Први равногорски корпус - Горски штаб 52 - 1. таковска бригада - 2. таковска бригада - 3. таковска јуришна бригада - 4. таковска јуришна бригада - 1. драгачевска бригада - 2. драгачевска бригада - Таковска летећа бригада - 1. омладинска бригада
- Први шумадијски корпус - Горски штаб 56 - 1. гружанска бригада - 2. гружанска бригада - Гружанска летећа бригада - Левачка бригада - Левачка летећа бригада
- Корпус Горске гарде (Опленачки корпус) — Горски штаб 21А - 1. опленачка бригада - 2. опленачка бригада - 3. младеновачка бригада - 4. космајска бригада - Јуришно - пратећа бригада - Коњички дивизион
- Космајски корпус - Горски штаб 74 - Космајска бригада - Младеновачка бригада - Летећа космајска бригада
- Колубарски корпус - Горски штаб 78 - 1. тамнавска бригада - 2. тамнавска бригада - Посавска бригада - Тамнавски коњички дивизион
- Мачвански корпус - Горски штаб 85 - 1. мачванска бригада - 2. мачванска бригада - Поцерска бригада - Посавотамнавска бригада
- Церски корпус - Горски штаб 86 - Азбуковачка бригада - Рађевска бригада - Јадарска бригада - Церска бригада - 1. церска летећа бригада - 2. церска бригада
- Ваљевски корпус - Горски штаб 83 - Колубарска бригада - Ваљевска бригада - Подгорска бригада - Ваљевски ђачки батаљон
- Пожешки корпус - Горски штаб 19 - 1. пожешка бригада - 2. пожешка бригада - Ариљска бригада - Косјерићка бригада - Пожешка летећа бригада
- Други равногорски корпус - Горски штаб 53 - Група љубићких бригада - 1. љубићка бригада - 2. љубићка бригада - Група жичких бригада - 1. жичка бригада - 2. жичка бригада - 3. жичка летећа бригада
- Златиборски корпус - Горски штаб 18 - Златиборска бригада - Ужичка бригада - Рачанска бригада - Златиборска летећа бригада
- Јаворски корпус - Горски штаб 51 - 1. моравичка бригада - 2. моравичка бригада - 1. студеничка бригада - 2. студеничка бригада - 1. дежевска бригада - 2. дежевска бригада
- Варварински корпус - Горски штаб 157 - 1. беличка бригада - 2. беличка бригада - Темнићка бригада
- Други шумадијски корпус - Горски штаб 57 - 1. крагујевачка бригада - 2. крагујевачка бригада - 3. крагујевачка бригада - Шумадијска летећа бригада
- Расински корпус - Горски штаб 23 - 1. расинска бригада - 2. расинска бригада - Копаоничка бригада - Жупска бригада - 1. трстеничка бригада - 2. трстеничка бригада - 1. крушевачка бригада - 2. крушевачка бригада
- Јастребачки корпус - Горски штаб 23/1 - 1. добричка бригада
- Топличка корпус - Горски штаб 33 - 1. топличка бригада - 2. топличка бригада - 3. топличка бригада - 1. косиничка бригада - 2. косиничка бригада - 2. добричка бригада
- Први косовски корпус - Горски штаб 127 - Грачанска бригада - Неродимска бригада - Лабска бригада - Шарпланинска бригада
- Други косовски корпус - Горски штаб 193 - Митровачка бригада - Косовскоколашинска бригада - 1. дреничка бригада - Дукађинска бригада - Ибарска бригада - Пећка бригада - 2. дреничка бригада
- Власински корпус - Горски штаб 153 - 1. власотиначка бригада - 2. власотиначка бригада - Масуричка бригада - Босиљградска бригада
- Нишавски корпус - Горски штаб 45 - Лужничка бригада - Нишавска бригада - 1. пиротска бригада - 2. пиротска бригада - 3. пиротска бригада - 1. белопаланачка бригада - 2. белопаланачка бригада
- Јужноморавски корпус - Горски штаб 165 - Моравска бригада - Пољаничка бригада - Лесковачка бригада - Врањска бригада - Јужноморавска летежа бригада
- Иванковачки корпус - Горски штаб 60 - Раваничка бригада - Параћинска бригада - Иванковачка летећа бригада
- Први вардарски корпус - Горски штаб 157 (Козјачки корпус) - Жеглиговска бригада - Прешевска бригада - Кривопаланачка бригада - Ристовачка бригада - Скопска бригада
- Други вардарски корпус (Поречки корпус) - Велешка бригада - Прилепска бригада - Поречка бригада - Друга поречка бригада - Битољска бригада
- Горњополошки корпус - Тетовска бригада - Гостиварска бригада - Кичевска бригада
- Ресавски корпус - Горски штаб 79 - 1. ресавска бригада - 2. ресавска бригада - Деспотовачка бригада - 1. ресавска летећа бригада - 2. ресавска летећа бригада - 1. оперативни батаљон - Јуришни батаљон
- Јабланички корпус - Горски штаб 169 - 1. јабланичка бригада - 2. јабланичка бригада - 3. јабланичка бригада - 4. јабланичка бригада - Гњиланска бригада - Арнаутска бригада „Хоџе Зејнела“ - Гајтанска бригада
- Први милешевски корпус - Горски штаб 505 - Пљеваљска бригада - Прибојска бригада
- Други милешевски корпус - 1. милешевска бригада - 2. милешевска бригада - Нововарошка бригада - Сјеничка бригада
- Романијски корпус - Горски Штаб 220 - 1. сарајевска бригада - 2. сарајевска бригада - Рогатичка бригада - 1. романијска бригада - 2. романијска бригада - Власеничка бригада - Калиновичка бригада
- Дрински корпус - Горски штаб 580 - Вишеградска бригада - Летећа бригада „Босна“ - Бригада "5. октобар“ - Фочанска бригада - Чајничка бригада
- Невесињски корпус - Горски штаб 210 - 1. невесињска бригада - 2. невесињска бригада - Коњичка бригада - Гатачка бригада - Калиновичка бригада - Мостарска бригада - Голијска бригада
- Требињски корпус - Горски штаб 250 - Билећка бригада - Требињска бригада - Дубровачка бригада - Столачка бригада
- Зенички корпус - Горски штаб 620 - Кладањска бригада
- Босанско - крајишки корпус - Горски штаб 700 - 1. крајишка бригада „Војвода Мишић“ - 2. крајишка бригада „Змијање“ - 3. крајишка бригада „Кочић“ - 4. крајишка бригада „Мањача“
- Средњобосански корпус - Горски штаб 310 - Жупска бригада - Црновршка бригада - Мотајничке бригада - Јошевачка бригада - Врбаска бригада - Љубићка бригада - Теслићка бригада - Добојска бригада - Вучјачка бригада - Бањалучка бригада - Средњобосанска летећа бригада
- Други средњобосански корпус - Вучјачка бригада - Љубићка бригада - Добојска бригада - Тешањска бригада - Дервентска бригада
- Мајевички корпус - Горски штаб 124 - Мајевичка летећа бригада - Семберска бригада - Подрињска бригада - Пожарничка бригада - Брчанска бригада - Бијељинска бригада
- Озренски корпус - Горски штаб 600 - Височка бригада - Зеничка бригада - Кладањска бригада
- Требавски корпус - 1. требавска бригада - 2. требавска бригада - 3. требавска бригада - 4. требавска бригада 1. посавска бригада - 2. посавска бригада - 3. посавска бригада - 4. посавска бригада
- Лимски корпус - Горски штаб 149 - 1. беранска бригада - 2. беранска бригада - 1. бјелопољска бригада - 2. бјелопољска бригада
- Комски корпус - Горски штаб 111 - 1. андријевачка бригада - 2. андријевичка бригада - 1. колашинска бригада - 2. колашинска бригада
- Дурмиторски корпус - 1. дурмиторски бригада - 2. дурмиторска бригада
- Никшићки корпус - Никшићка бригада - Вучедолска бригада
- Острошки корпус - 1. даниловградска бригада - 2. даниловградска бригада - 3. даниловградска бригада
- Зетски корпус - 1. зетска бригада - 2. кучкобратоношка бригада - 3. бригада
- Ловћенски корпус - 1. барска бригада - 2. барска бригада - Цетињска бригада
- Црмничко - проморски корпус - Црмничка бригада - Барска бригада
- Делиградски корпус